# 赵家璞
赵家璞（1908年—1989年），男，直隶（今河北）丰润人，中国水利专家，曾任内蒙古自治区水利厅副总工程师，第三届全国人大代表，第五、六届全国政协委员。